# بروس تشارلزورث
بروس تشارلزورث (بالإنجليزية: Bruce Charlesworth)‏ هو مصور أمريكي، ولد في 1 فبراير 1950.

## وصلات خارجية
- الموقع الرسمي